# Список мостів на річці Хан
У списку поданні всі мости, що існують, через річку Хан, розташованні по порядку від витоків до гирла.
| Назва мосту                                           | Населений пункт                                           | Тип мосту                     | Рік відкриття                                          | Зображення |
| ----------------------------------------------------- | --------------------------------------------------------- | ----------------------------- | ------------------------------------------------------ | ---------- |
| Міст Кондо дамби Пхальдан (кор. 팔당댐 공도교)        | Місто Ханам та Намянджу, Провінція Кьонгі, Південна Корея | Автомобільний міст            | 1974                                                   |            |
| Міст Пхальдан (кор. 팔당대교)                         | Місто Ханам та Намянджу, Провінція Кьонгі, Південна Корея | Автомобільний міст            | 1995                                                   | —          |
| Міст Міса (кор. 미사대교)                             | Місто Ханам та Намянджу, Провінція Кьонгі, Південна Корея | Автомагістральний міст        | 2009                                                   | —          |
| Міст Кандон (кор. 강동대교)                           | Місто Курі, Провінція Кьонгі та Сеул, Південна Корея      | Автомагістральний міст        | 1991                                                   |            |
| Міст Курі-Амса (кор. 구리암사대교)                    | Місто Курі, Провінція Кьонгі та Сеул, Південна Корея      | Автомобільний міст            | 2014 — частково, 2015 — повністю                       |            |
| Міст Кванджін (кор. 광진교)                           | Сеул, Південна Корея                                      | Автомобільно-пішохідний міст  | 1935 — відкриття, 2004 — відкриття після реконструкції |            |
| Міст Чхонхо (кор. 천호대교)                           | Сеул, Південна Корея                                      | Автомобільний міст            | 1976                                                   |            |
| Міст Олімпік (кор. 올림픽대교)                        | Сеул, Південна Корея                                      | Автомобільний міст            | 1990                                                   |            |
| Залізничний міст Чамсіль (кор. 잠실철교)              | Сеул, Південна Корея                                      | Залізничний міст              | 1979                                                   |            |
| Міст Чамсіль (кор. 잠실대교)                          | Сеул, Південна Корея                                      | Автомобільний міст            | 1972                                                   |            |
| Міст Чхондам (кор. 청담대교)                          | Сеул, Південна Корея                                      | Автомобільно-залізничний міст | 1999                                                   |            |
| Міст Йондон (кор. 영동대교)                           | Сеул, Південна Корея                                      | Автомобільний міст            | 1973                                                   |            |
| Міст Сонсу (кор. 성수대교)                            | Сеул, Південна Корея                                      | Автомобільний міст            | 1994                                                   |            |
| Міст Тонхо (кор. 동호대교)                            | Сеул, Південна Корея                                      | Автомобільно-залізничний міст | 1985                                                   |            |
| Міст Ханнам (кор. 한남대교)                           | Сеул, Південна Корея                                      | Автомобільний міст            | 1969                                                   |            |
| Міст Чамсу (кор. 잠수교), Міст Панпхо (кор. 반포대교) | Сеул, Південна Корея                                      | Автомобільний міст            | 1976                                                   |            |
| Міст Тонджак (кор. 동작대교)                          | Сеул, Південна Корея                                      | Автомобільно-залізничний міст | 1984                                                   |            |
| Міст Ханґан (кор. 한강대교)                           | Сеул, Південна Корея                                      | Автомобільний міст            | 1917                                                   |            |
| Залізничний міст Ханґан (кор. 한강대교)               | Сеул, Південна Корея                                      | Залізничний міст              | 1900, 1912, 1944, 1994                                 |            |
| Міст Вонхьо (кор. 원효대교)                           | Сеул, Південна Корея                                      | Автомобільний міст            | 1981                                                   |            |
| Міст Мапхо (кор. 마포대교)                            | Сеул, Південна Корея                                      | Автомобільний міст            | 1970                                                   |            |
| Міст Соґан (кор. 서강대교)                            | Сеул, Південна Корея                                      | Автомобільний міст            | 1996                                                   |            |
| Міст Тансан (кор. 당산철교)                           | Сеул, Південна Корея                                      | Залізничний міст              | 1984, 1999                                             |            |
| Міст Янхва (кор. 양화대교)                            | Сеул, Південна Корея                                      | Автомобільний міст            | 1965, 1982                                             |            |
| Міст Сонсан (кор. 성산대교)                           | Сеул, Південна Корея                                      | Автомобільний міст            | 1980                                                   |            |
| Міст Каян (кор. 가양대교)                             | Сеул, Південна Корея                                      | Автомобільний міст            | 2002                                                   |            |
| Міст Маґок (кор. 마곡대교)                            | Коян, Провінція Кьонгі та Сеул, Південна Корея            | Залізничний міст              | 2010                                                   |            |
| Міст Панхва (кор. 방화대교)                           | Коян, Провінція Кьонгі та Сеул, Південна Корея            | Автомагістральний міст        | 2000                                                   |            |
| Міст Хенджу (кор. 행주대교)                           | Коян, Провінція Кьонгі та Сеул, Південна Корея            | Автомагістральний міст        | 1978, 1995, 2000                                       |            |
| Міст Кімпхо (кор. 김포대교)                           | Кімпхо та Коян, Провінція Кьонгі, Південна Корея          | Автомагістральний міст        | 1997                                                   | —          |
| Міст Ільсан (кор. 일산대교)                           | Кімпхо та Коян, Провінція Кьонгі, Південна Корея          | Автомобільний міст            | 2008                                                   | —          |